# 內社川鐵橋
內社川鐵橋又稱為鯉魚潭橋，是位於台灣（中華民國）苗栗縣三義鄉鯉魚潭村、跨越大安溪支流景山溪鯉魚潭水庫後池堰上的一座舊山線鐵路（已廢線）停用橋樑。

## 沿革
1895年日本統治台灣後，臺灣總督府鐵道部自1899年起興建縱貫鐵路。1903年5月，開始興建最困難的三叉河（今三義）—葫蘆墩（今豐原）路段的舊山線鐵路，並在跨越哆囉固溪（今景山溪）之處架設「內社川橋」。
由於工程所需材料多且雜，其供給與搬運關係著施工進度和完成期限，於是該年（1903年）11月在設立三叉河建設事務所（所長：稻垣兵太郎技師）的同時，於三叉河—伯公坑建設搬運線（伯公坑線），該線於伯公坑附近再分出兩線材料搬運線，一線沿內社川、一線沿大安溪北岸，運送建材到內社川鐵橋與大安溪鐵橋工地:192-196（p. 276）。
而受1904年起日俄戰爭俄國波羅的海艦隊即將東來的影響，於隔年5月緊急建成伯公坑—葫蘆墩複線輕便鐵道，名為軍用速成線，與三叉河—伯公坑搬運線共同擔負三叉河—葫蘆墩縱貫鐵路竣工前的交通聯絡:399-403（p. 277）。
- 1903年11月：三叉河—伯公坑搬運線開工[7]:192。
- 1904年：
  - 5月15日，三叉河經伯公坑到内社川及大安溪北岸的搬運線完工，鐵道部渡部英太郎技師履勘[8]（p. 283-287）。
  - 5月17日，三叉河—伯公坑搬運線營運開始[7]:196[8]（p. 283-287）[9]。
  - 10月，第一代鐵橋開工[7][註 2]，大倉組承包[3]。
- 1905年（明治38年）：
  - 1月3日，伯公坑—後里庄—葫蘆墩臨時複線輕便鐵道（軍用速成線）開工，長14.5公里[7]:406-407[8]（p. 284）。
  - 5月15日，伯公坑—後里庄—葫蘆墩臨時複線輕便鐵道（軍用速成線）完工營運[7]:407[10]（p. 67）；而葫蘆墩以南的縱貫線也通車[8]（p. 284、287）[9]。
- 1907年：
  - 6月30日，橋台與橋墩完成，後續以小型軌道平台車承載各橋孔鋼鈑梁，依序拉撐推進到各橋墩頂端架設。
  - 10月30日，第一代鐵橋竣工，總建設費209,653圓。
- 1908年：
  - 2月20日，本橋隨著舊山線三叉河—後里庄（今后里車站）路段通車而啟用[11]。
  - 4月20日，包含本橋在內的縱貫線鐵路全線通車。
- 1935年4月21日，一代橋遭遇新竹–台中大地震而震損。
- 1938年7月15日，第二代橋在原地重建完工，拆除第一代舊橋。
- 1978年10月20日，包含本橋在內的舊山線完成電氣化通電，本橋增設電車線電桿等設備，同月25日正式通車[12][13]。
- 1998年：
  - 9月23日，舊山線三義—后里段最末營運日，最後定期列車（29次莒光號）晚上通過本橋[9]。
  - 9月24日，「山線鐵路竹南至豐原間改線與雙軌工程」之三義—后里間新複線鐵路通車[11]，本橋停用。

- 2010年6月5日至8月19日，台鐵局推出「舊山線復駛先期系列活動」，由特別列車復駛舊山線[14]並行經內社川鐵橋。
- 2019年5月8日，台灣（中華民國）苗栗縣政府公告指定第二代橋為縣定古蹟[6][15]。

## 建築設計

### 第一代橋（已拆）
第一代內社川橋原設計構想為9孔跨徑18.3公尺鋼鈑梁再加上南端1孔5.5公尺紅磚半圓拱，後來變更為8孔18.3公尺及南端1孔24.4公尺鋼鈑梁橋，全長185.5公尺，單線橋梁無彎道，橋面坡度10‰，橋台與橋墩基礎為混凝土造，8座橋墩本體以紅磚砌築並附有石材，猶如馬雅階梯金字塔般向上支撐；另由於第3號至第5號橋墩落在河道主流中，所以墩體底部面向上游側有三角形分水尖設計。此外，為加強制震，於橋墩內部置入鐵棒補強。

### 第二代橋
第一代橋在1935年新竹–台中地震中震毀無法使用，必須重建。本橋重建時，先將原舊橋修復至勉強可通行的程度，再於舊橋墩之間建設新墩，待新橋（二代橋）完成後再拆除舊墩與舊梁。
二代橋由臺灣總督府交通局鐵道部建設改良課技師坂本敏一設計、今道組承包施工，使用耐震性佳的橢圓形中空鋼筋混凝土橋墩，上部結構則採用4孔39公尺上承式桁架梁與1孔16公尺鋼鈑梁，橋長略短縮為173.73公尺。由於第二代橋的建築設計是以的桁架梁為主體，成為當時台鐵鈑梁橋浪潮下的一個特例，更是現今台鐵唯一建於二戰前的上承式桁架橋 。

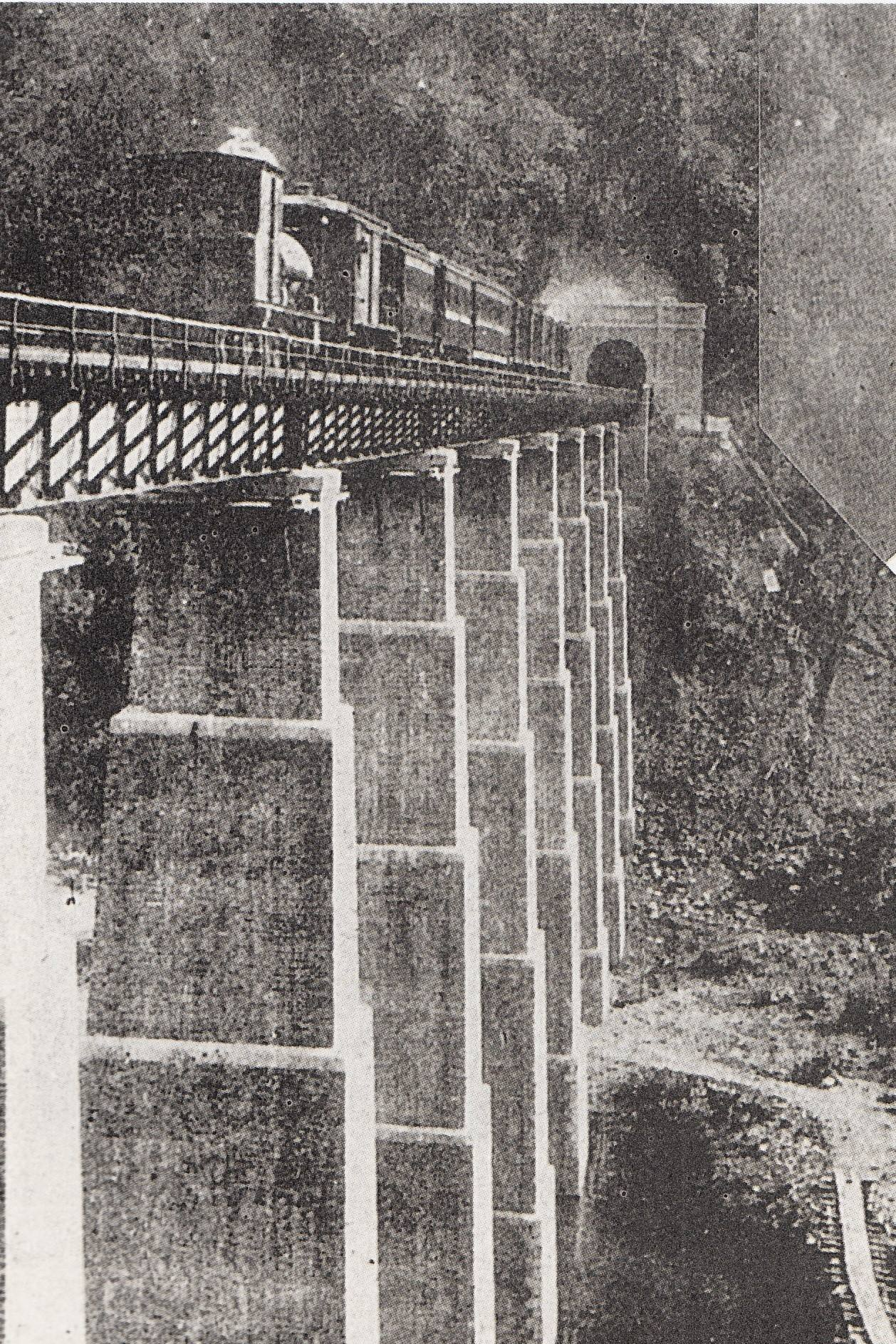
台灣日治時期第一代內社川鐵橋。
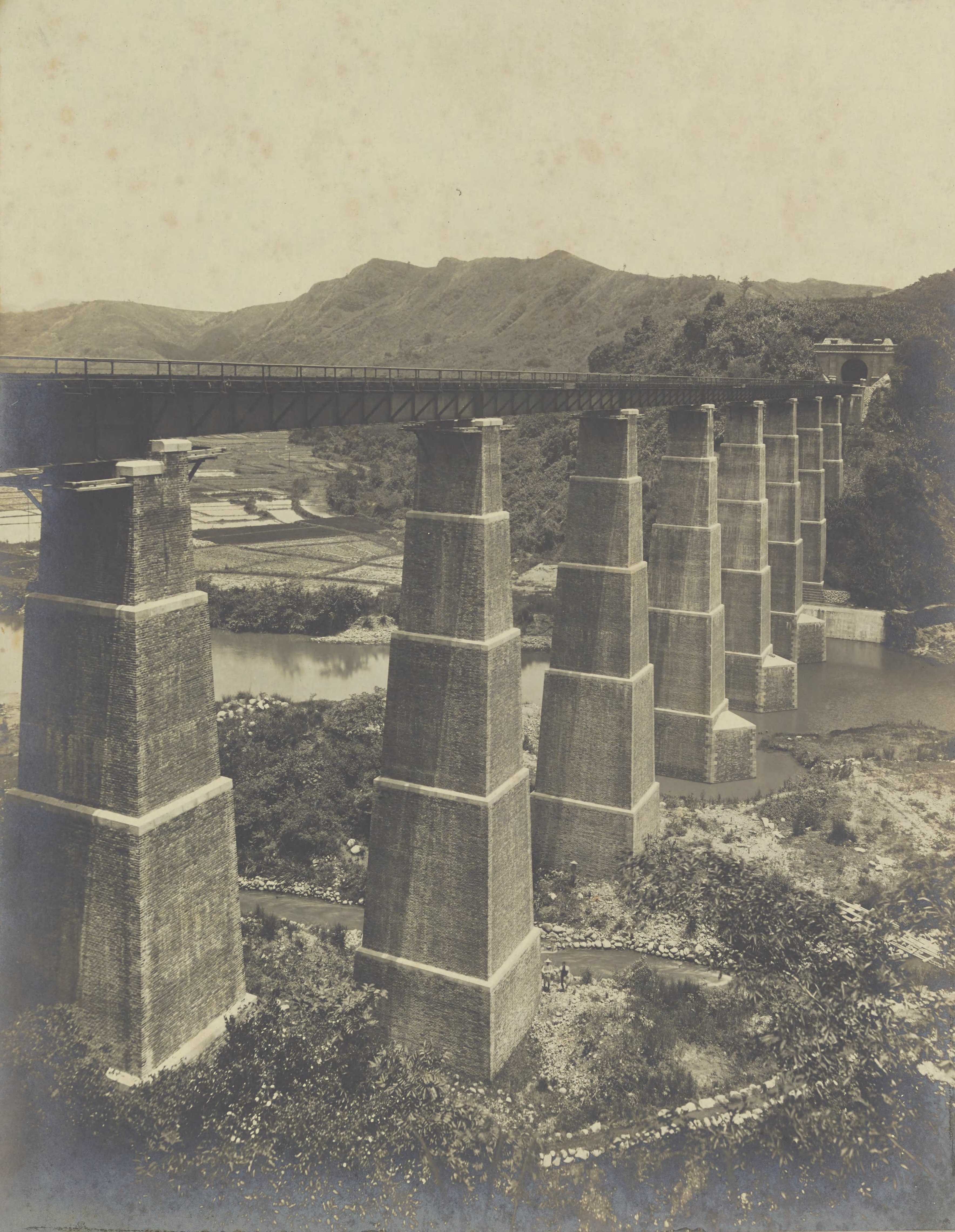
台灣日治時期第一代內社川鐵橋。圖中北側連接六號隧道[17]。
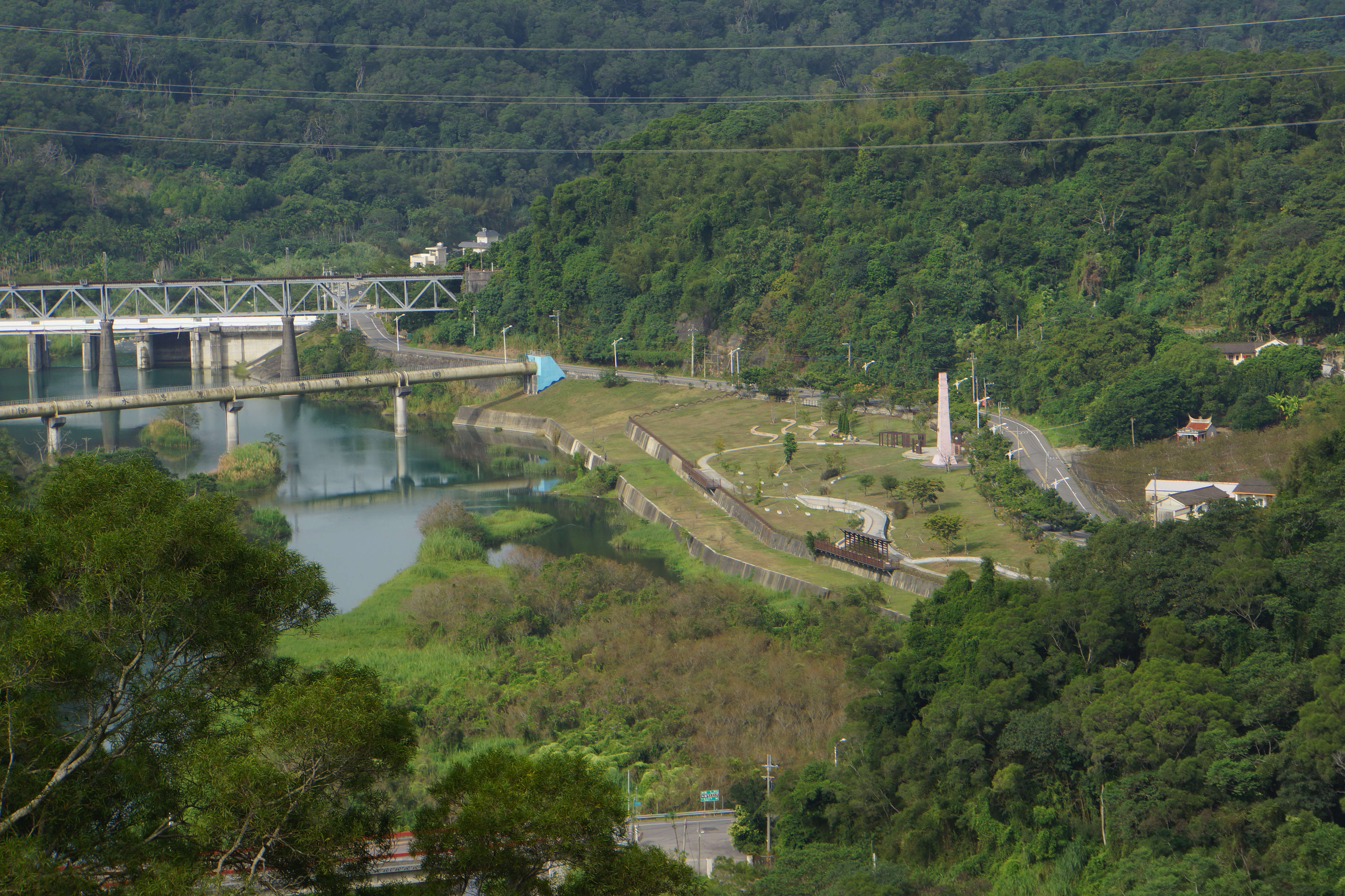
從鯉魚潭水庫後池堰生態公園望向第二代內社川鐵橋。
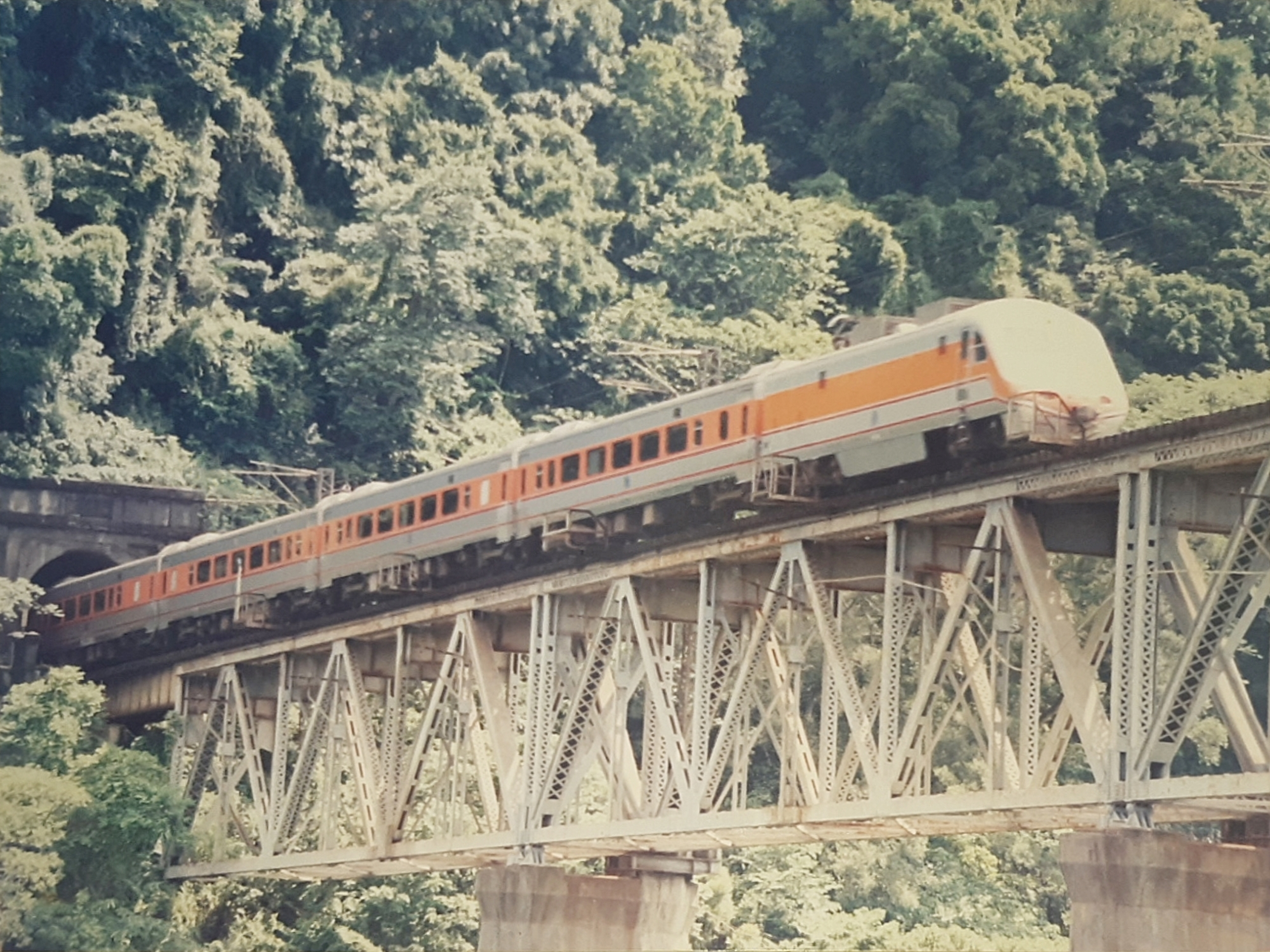
推拉式自強號行經第二代內社川鐵橋

## 外部連結
- 內社川鐵橋 美美網
- Neishechuan Iron Bridge 漫遊三義 舊山線休閒農業區推動發展協會 （英文）